# Señuelo militar

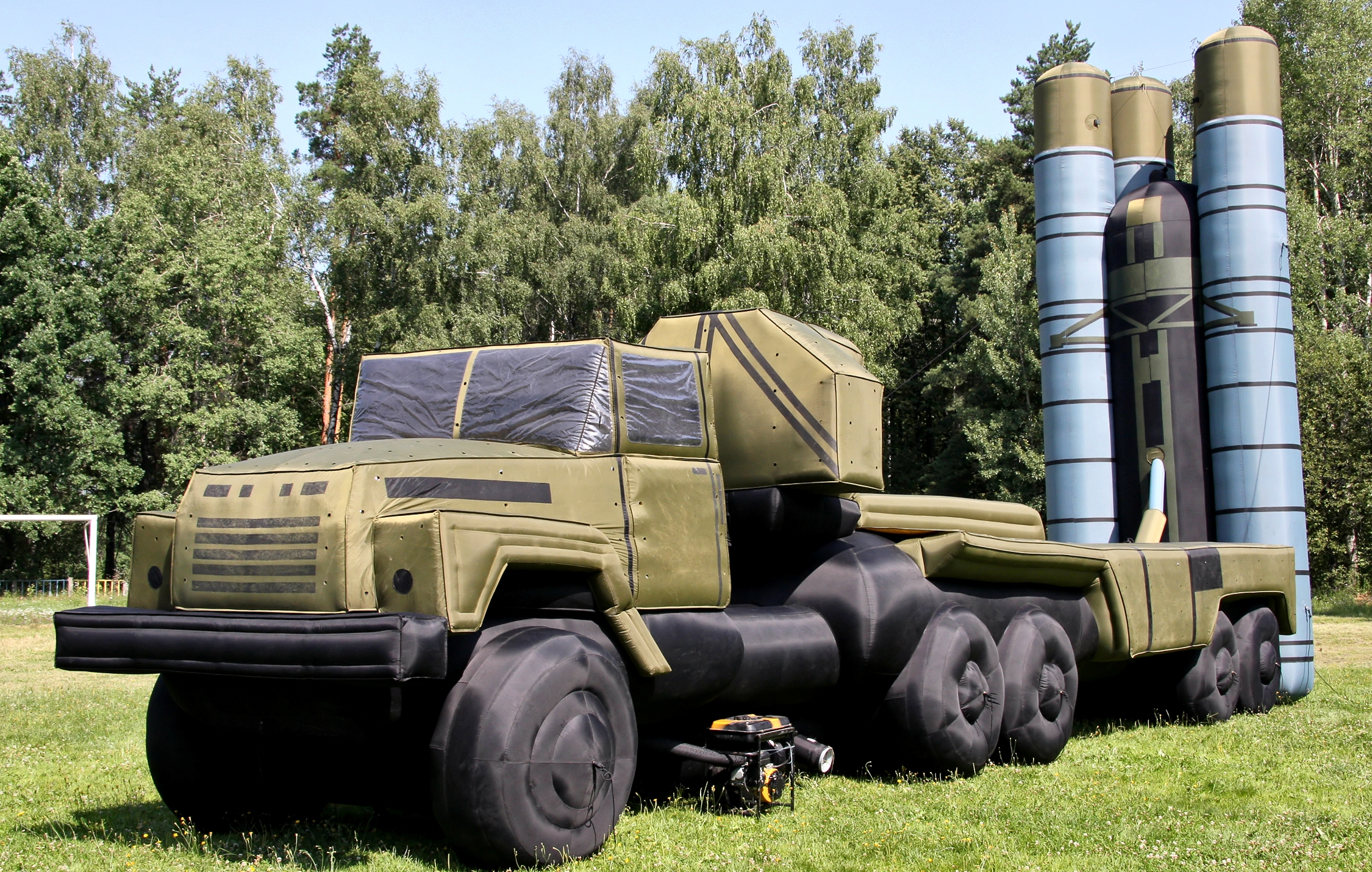
Sistema de misiles inflable S-300

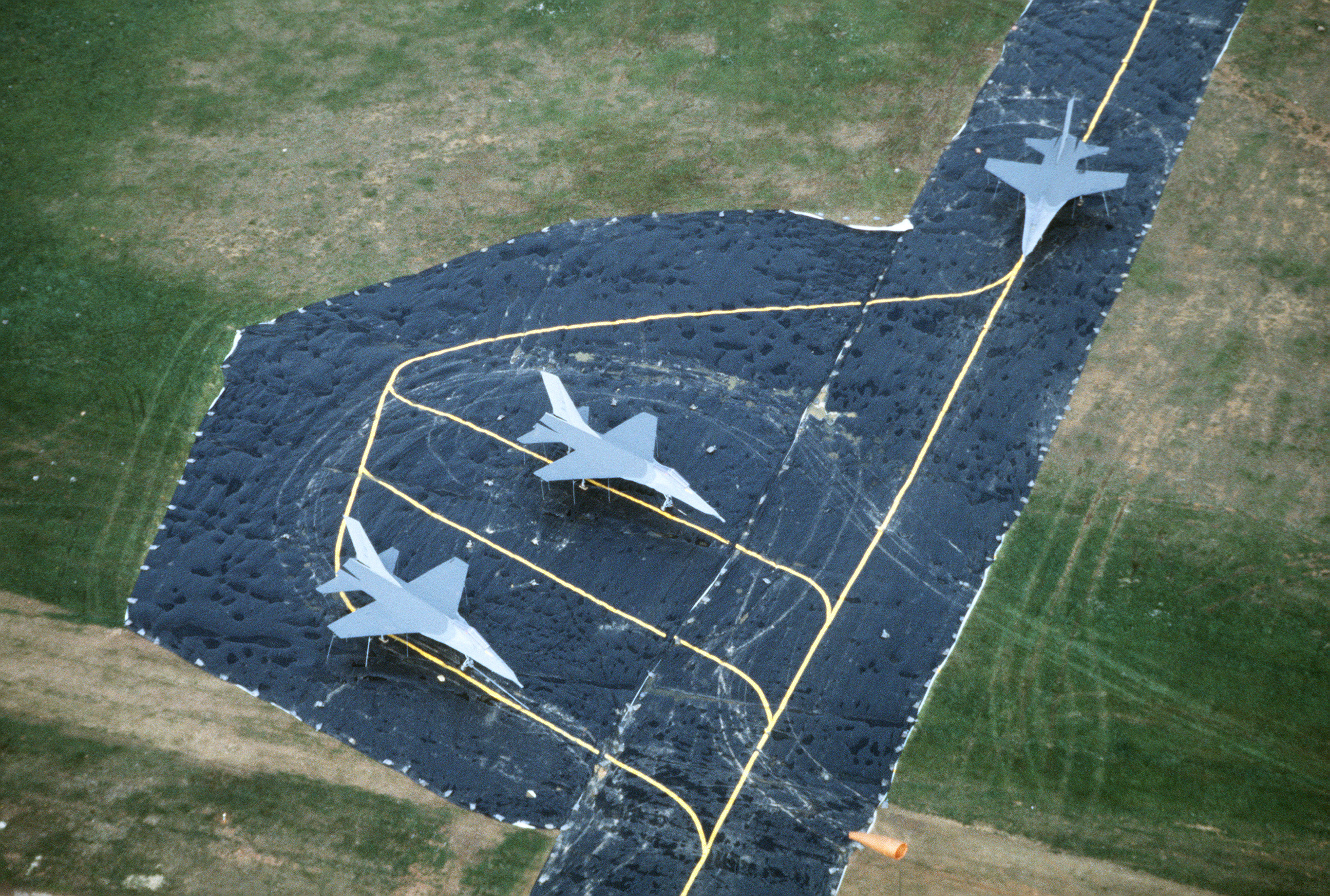
Maquetas de F-16 en una calle de rodaje falsa en la Base Aérea de Spangdahlem, 1985

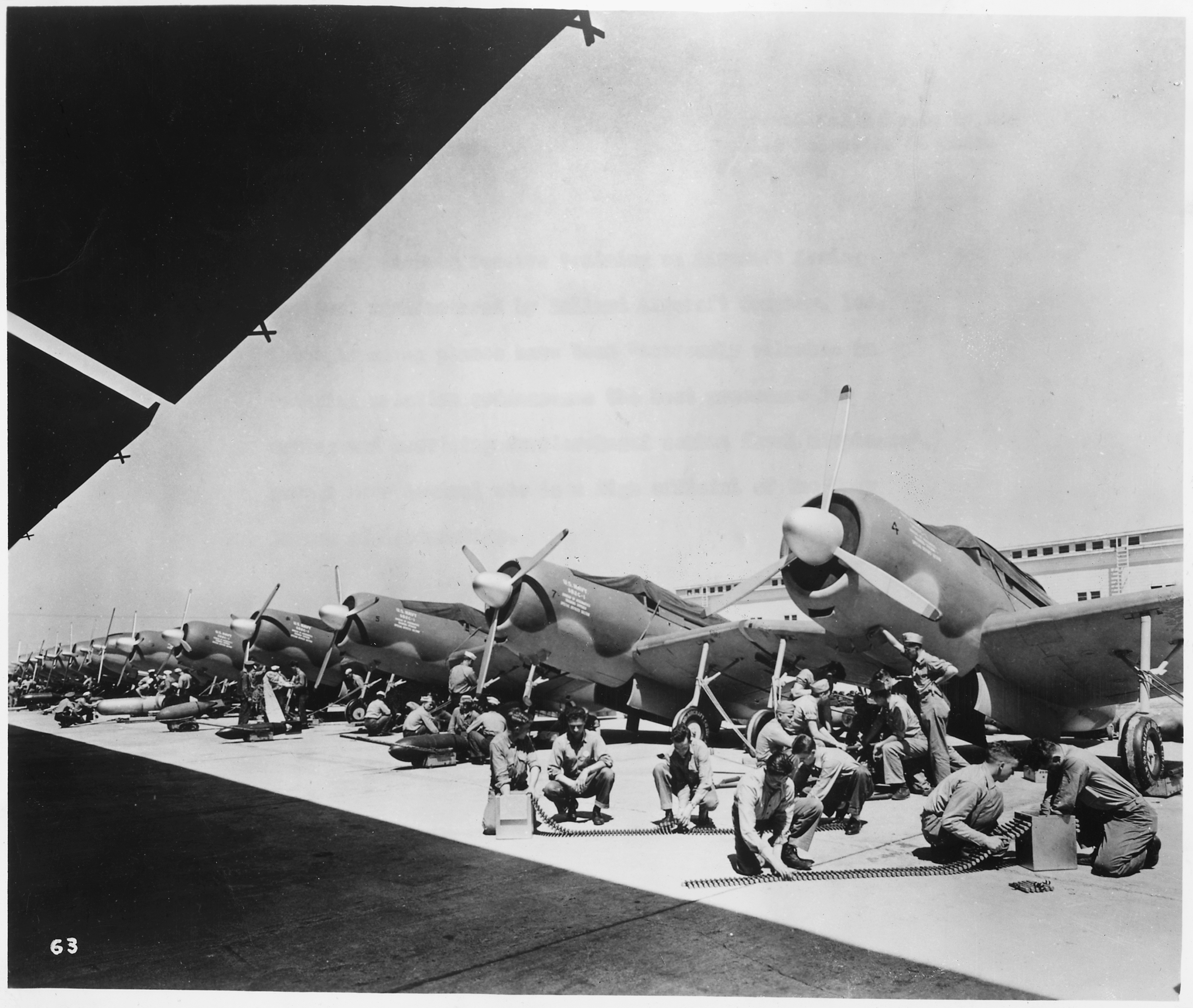
Réplica ficticia del avión utilizado por la Marina de los EE. UU. para entrenar a técnicos en artillería aeronáutica durante la Segunda Guerra Mundial

Los señuelos militares son equipos militares falsos cuyo objetivo es engañar al enemigo. Los maniquíes, muñecos y los señuelos son sólo un aspecto del engaño militar.

## Ejemplos
En la Primera Guerra Mundial, los soldados aliados utilizaban cabezas de papel maché para detectar la presencia y revelar ubicación de un francotirador enemigo. Además, era habitual ataviar dichas figuras con gorros y cascos de oficiales, para hacer creer al tirador que había tumbado al líder del regimiento o de la división contraria.
Durante la Segunda Guerra Mundial, en Inglaterra se utilizaron aeródromos ficticios e incluso ciudades para desviar a los bombarderos alemanes de los objetivos reales. En la batalla de La Ciotat en 1944, aviones estadounidenses lanzaron cientos de paracaidistas simulados (paramaniquíes) justo al norte de La Ciotat, Francia. El objetivo de esta operación era desviar a las tropas alemanas de las principales zonas de desembarco de la Operación Dragón. Además, durante la Segunda Guerra Mundial, la Operación Fortitude fue un intento de engañar a los alemanes sobre la ubicación de la invasión del Día D utilizando equipo militar ficticio.
Un ejemplo naval fue el acorazado británico HMS Centurion. Obsoleto y desarmado por la Segunda Guerra Mundial, pasó dos años en el Mediterráneo equipado con cañones de madera, para que las fuerzas navales británicas en la zona parecieran más fuertes de lo que eran. Asimismo, Fleet tender era el nombre en clave de varios buques mercantes británicos que estaban equipados con estructuras ficticias para parecerse a buques de guerra.
Durante la Guerra Fría, los sitios de misiles tierra-aire S-200 de Alemania Oriental emplearon radares de búsqueda de altura PRV-9 modificados y desmantelados como señuelos para confundir las operaciones de recopilación de inteligencia de señales electrónicas de la OTAN.
En la Guerra del Golfo Pérsico de 1991, los drones  BQM-74C Chukar III se utilizaron como señuelos durante los ataques aéreos iniciales contra Irak. Un grupo de drones voló más de 500 kilómetros (310 millas) a 630 km/h (390 mph) y luego comenzó a rodear Bagdad durante hasta 20 minutos. Los radares de la defensa aérea iraquí que buscaban los drones fueron atacados por aviones de ataque aliados que disparaban AGM-88 HARM (misiles antirradiación de alta velocidad).
En Rusia, una antigua fábrica de globos aerostáticos continuó fabricando en la década de 2010 falsos tanques, aviones, plataformas de lanzamiento de misiles, estaciones de radar y lanzacohetes. Los maniquíes inflables están diseñados para presentar una imagen realista al radar enemigo y a las imágenes térmicas.
Durante la invasión rusa de Ucrania, las AFU utilizaron con éxito muñecos de madera de HIMARS para desviar los ataques con misiles rusos.
Un misil balístico intercontinental puede lanzar señuelos además de una o más ojivas.
Los aviones militares en misiones SEAD pueden llevar misiles señuelo como el ADM-160 MALD, que puede crear señales de retorno similares a las de un avión en los radares enemigos.

### Guerra Ruso-Ucraniana
Ucrania ha hecho un uso generalizado de señuelos. En particular, el uso de obuses M777 falsos que cuestan 1.000 dólares. Cuando fabricar el arma real cuesta "varios millones de dólares". Los señuelos deben utilizar acero y madera. Esto es para coincidir con la firma infrarroja que emitiría un M777 real. También da una falsa impresión del armamento ucraniano. Esto está en consonancia con los lanzadores HIMARS falsos que Ucrania utiliza desde agosto de 2022. Rusia también ha utilizado trincheras falsas llenas de explosivos para matar a soldados ucranianos.